# Líbano en los Juegos Olímpicos de Tokio 1964
Líbano estuvo representado en los Juegos Olímpicos de Tokio 1964 por cinco deportistas masculinos que compitieron en dos deportes.
El equipo olímpico libanés no obtuvo ninguna medalla en estos Juegos.